# كيسم (آستانة أشرفية)
کیسم (بالفارسية: کیسم) هي منطقة سكنية تقع في إيران في قسم کیسم الريفي. يقدر عدد سكانها بـ 1,671 نسمة .